# Alison Croggon
Alison Croggon (Transvaal, África do Sul, 1964), é uma jornalista, poetisa, dramaturga e escritora.

## Obra
- The Gift
- The Riddle
- The Crow
- The Singing
- Attempts at Being (Salt Modern Poets)
- The blue gate
- Theatre (Salt Modern Poets)
- The Common Flesh (New and Selected Poems)
- Navigatio
- Ash